# Karolówka (Schlesische Beskiden)
Der Karolówka ist ein Berg in Polen. Mit einer Höhe von 931 m ist er einer der niedrigeren Berge im südlichen Rücken des Barania-Kamms in den Schlesischen Beskiden. Der Berg ist ein beliebtes Touristenziel mit vielen Ausblicken auf die benachbarten Gebirge und das Tiefland. Über den Gipfel verläuft die polnische Hauptwasserscheide zwischen ein Einzugsgebieten von Weichsel und Oder. Er gehört zu den Gemeindegebieten von Istebna, Wisła und Milówka.

## Tourismus
- Auf den Gipfel führen mehrere markierte Wanderwege von Istebna, Kamesznica und Wisła. Unweit des Gipfels verläuft der Beskiden-Hauptwanderweg, der über einen kurzen schwarz markierten Zugangsweg erreichbar ist.